# Roșiori (okręg Bihor)
Roșiori (węg. Biharfélegyháza) – wieś w Rumunii, w okręgu Bihor, w gminie Roșiori. W 2011 roku liczyła 1500 mieszkańców.